# Lista över skalbaggsfamiljer i Sverige
Skalbaggar (Coleoptera) är en insektsordningen som omfattar mer än 350 000 arter. I Sverige finns 106 av de totalt cirka 300 familjerna. 

## Underordningar

### UnderordningSvampätarbaggar(Myxophaga)
- Strandsandbaggar (Sphaeriusidae)

### UnderordningRovskalbaggar(Adephaga)
- Överfamilj Caraboidea
  - Virvelbaggar (Gyrinidae)
  - Vattentrampare (Haliplidae)
  - Grävdykare (Noteridae)
  - Dykare (Dytiscidae)
  - Bredhöftlöpare (Trachypachidae)
  - Hakbaggar (Rhysodidae)
  - Jordlöpare (Carabidae)

### UnderordningAllätarbaggar(Polyphaga)
- Överfamilj Hydrophiloidea
  - Halsrandbaggar (Helophoridae)
  - Slambaggar (Georissidae)
  - Gyttjebaggar (Hydrochidae)
  - Klotbaggar (Spercheidae)
  - Palpbaggar (Hydrophilidae)
- Överfamilj Histeroidea
  - Savbaggar (Sphaeritidae)
  - Stumpbaggar (Histeridae)
- Överfamilj Staphylinoidea
  - Vattenbrynsbaggar (Hydraenidae)
  - Fjädervingar (Ptiliidae)
  - Sumpbaggar (Agyrtidae)
  - Mycelbaggar (Leiodidae)
  - Glattbaggar (Scydmaenidae)
  - Asbaggar (Silphidae)
  - Kortvingar (Staphylinidae)
- Överfamilj Scarabaeoidea
  - Ekoxbaggar (Lucanidae)
  - Knotbaggar (Trogidae)
  - Tordyvlar (Geotrupidae)
  - Bolboceratidae
  - Bladhorningar (Scarabaeidae)
- Överfamilj Scirtoidea
  - Platthöftbaggar (Eucinetidae)
  - Dvärgkulbaggar (Clambidae)
  - Mjukbaggar (Scirtidae)
  - Ptilodactylidae
- Överfamilj Dascilloidea
  - Mossbaggar (Dascillidae)
- Överfamilj Buprestoidea
  - Praktbaggar (Buprestidae)
- Överfamilj Byrrhoidea
  - Kulbaggar (Byrrhidae)
- Överfamilj Dryopoidea
  - Bäckbaggar (Elmidae)
  - Öronbaggar (Dryopidae)
  - Lerstrandbaggar (Limnichidae)
  - Strandgrävbaggar (Heteroceridae)
  - Psephenidae
- Överfamilj Elateroidea
  - Halvknäppare (Eucnemidae)
  - Småknäppare (Throscidae)
  - Knäppare (Elateridae)
- Överfamilj Cantharoidea
  - Snäckbaggar (Drilidae)
  - Rödvingebaggar (Lycidae)
  - Lysmaskar (Lampyridae)
  - Flugbaggar (Cantharidae)
- Överfamilj Derodontoidea
  - Barrlusbaggar (Derodontidae)
- Överfamilj Bostrichoidea
  - Almsavbaggar (Nosodendridae)
  - Ängrar (Dermestidae)
  - Kapuschongbaggar (Bostrichidae)
  - Trägnagare (Ptinidae)
- Överfamilj Lymexyloidea
  - Varvsflugor (Lymexylidae)
- Överfamilj Cleroidea
  - Vinterbaggar (Phloiophilidae)
  - Flatbaggar (Trogossitidae)
  - Brokbaggar (Cleridae)
  - Borstbaggar (Dasytidae)
  - Blåsbaggar (Malachiidae)
- Överfamilj Cucujoidea
  - Slemsvampbaggar (Sphindidae)
  - Kullerglansbaggar (Kateretidae)
  - Glansbaggar (Nitidulidae)
  - Gråbaggar	(Monotomidae)
  - Phloeostichidae
  - smalplattbaggar (Silvanidae)
  - Plattbaggar (Cucujidae)
  - Ritsplattbaggar (Laemophloeidae)
  - Sotsvampbaggar (Phalacridae)
  - Fuktbaggar (Cryptophagidae)
  - Trädsvampbaggar (Erotylidae)
  - Hallonängrar (Byturidae)
  - Dynsvampbaggar (Biphyllidae)
  - Rovbarkbaggar (Bothrideridae)
  - Gångbaggar (Cerylonidae)
  - Svampklotbaggar (Alexiidae)
  - Svampbaggar (Endomychidae)
  - Nyckelpigor (Coccinellidae)
  - Punktbaggar (Corylophidae)
  - Mögelbaggar (Latridiidae)
- Överfamilj Tenebrionoidea
  - Vedsvampbaggar (Mycetophagidae)
  - Trädsvampborrare (Ciidae)
  - Skinnsvampbaggar (Tetratomidae)
  - Brunbaggar (Melandryidae)
  - Tornbaggar (Mordellidae)
  - Kamhornsbaggar (Rhipiphoridae)
  - Barkbaggar (Zopheridae)
  - Svartbaggar (Tenebrionidae)
  - Plattkäkbaggar (Prostomidae)
  - Blombaggar (Oedemeridae)
  - Dubbelklobaggar (Stenotrachelidae)
  - Oljebaggar (Meloidae)
  - Mycteridae
  - Skuggbaggar (Boridae)
  - Barkplattbaggar (Pythidae)
  - Kardinalbaggar (Pyrochroidae)
  - Trädbasbaggar (Salpingidae)
  - Kvickbaggar (Anthicidae)
  - Ögonbaggar (Aderidae)
  - Ristbaggar (Scraptiidae)
- Överfamilj Chrysomeloidea
  - Långhorningar (Cerambycidae)
  - Megalopodidae
  - Orsodacnidae
  - Bladbaggar (Chrysomelidae)
- Överfamilj  Curculionoidea
  - Barrblomvivlar (Nemonychidae)
  - Plattnosbaggar (Anthribidae)
  - Rullvivlar (Attelabidae)
  - Spetsvivlar (Apionidae)
  - Vivlar (Curculionidae)